# Stéphane Solomenko
Stéphane Solomenko, né le 14 novembre 1960 à Oullins (Rhône), est un footballeur français.

## Biographie
Natif d’Oullins dans le Rhône, Stéphane Solomenko joue au football en compagnie de son petit frère Philippe, attaquant comme lui. Prometteur, Stéphane est « drafté » par l’Olympique lyonnais et est incorporé à l’équipe réserve lors de la saison 1979-1980. Mais très rapidement, l’entraîneur de l’époque Jean-Pierre Destrumelle lui donne sa chance (deux matchs en 1980-81, puis un en 1981-82), mais Solomenko est en concurrence avec bon nombre de joueurs offensifs dont Serge Chiesa, Daniel Xuereb et Karim Maroc.
Dans l’impossibilité de hausser son niveau de jeu, il quitte le club et descend jouer en Division 2. Il arrive donc à Montceau-les-Mines, en Bourgogne. Le club manque de peu une relégation que tout le monde lui promet au début de la saison et s’en remet à ses buts pour atteindre son objectif. Solomenko score à six reprises, ce qui est suffisant pour sauver le club. Bien servi par Denis Goavec, Stéphane Solomenko se sent à son aise dans cette équipe et accepte de repartir pour un tour avec Montceau. Pour sa deuxième saison au club, malgré un nombre de buts identique, Stéphane voit son club terminer à la dernière place.
Stéphane Solomenko reçoit une proposition de contrat du CS Sedan Ardennes alors en D2. Il est alors associé à l’allemand Norbert Rolshausen, avant de voir arriver Christophe Lagrange. Régulier à défaut d’être efficace, Solomenko inscrit ses six habituels buts qui aident toutefois le club à se maintenir. Malheureusement, l'histoire se répète et le club est relégué lors de la deuxième saison. Bons derniers, les Sangliers rendent leur tablier et quittent la D2 la tête basse. Solomenko, lui, quitte les Ardennes pour le Loiret et l'US Orléans.
Stéphane Solomenko arrive chez les Sang et Or avec le danois Henrik Agerbeck et Jean-Luc Arribart. Après une saison anonyme dans le milieu de tableau, Stéphane accepte le challenge des Chamois niortais qui lui est proposé de monter en D1 avec eux.
À Niort, Solomenko lutte avec des titulaires comme Didier Tholot, Pascal Mariini et Mario Relmy. C’est du banc qu'il voit le plus souvent les matchs. En dix matchs, il ne marque pas et le club échoue dans sa mission de maintien. Enfin considéré, il est utilisé en compagnie de Tholot et Jean-Jacques N'Domba, mais toujours sans réussite.
Il rejoint le Quimper CFC. Financièrement à l’agonie et en grosses difficultés sur le plan sportif, le club est en déroute et finit par déposer le bilan. Stéphane se retrouve sans club et connait avec une quatrième relégation.
Il rejoint l'Olympique Saint-Quentin, à la lutte pour ne pas descendre. Avec Didier Toffolo et Franck Mary, il fait partie des joueurs d’expérience qui doivent aider le club, mais celui-ci finit dernier et ne doit son salut qu’aux défections d’autres clubs. Saint-Quentin réitère sa saison en terminant à nouveau dernier du groupe et Stéphane quitte le monde professionnel.
Il termine sa carrière au Périgueux Foot. Il ouvre ensuite un bureau de tabac dans un village de la banlieue périgourdine, à Coulounieix-Chamiers.

## Statistiques
Stéphane Solomenko participe à treize matchs de Division 1,,.